# Neopsammolyce petersi
Neopsammolyce petersi is een borstelworm uit de familie Sigalionidae. Het lichaam van de worm bestaat uit een kop, een cilindrisch, gesegmenteerd lichaam en een staartstukje. De kop bestaat uit een prostomium (gedeelte voor de mondopening) en een peristomium (gedeelte rond de mond) en draagt gepaarde aanhangsels (palpen, antennen en cirri).
Neopsammolyce petersi werd in 1856 voor het eerst wetenschappelijk beschreven door Kinberg.